# Forza Europa
Forza Europa was een fractie in het Europees Parlement.

## Geschiedenis
De fractie Forza Europa werd gevormd na de Europese Parlementsverkiezingen van 1994. De fractie bestond hoofdzakelijk uit vertegenwoordigers van de Italiaanse partij Forza Italia.
Op 6 juli 1995 fuseerde Forza Europa met de fractie van Verenigde Europese democraten. De naam van de nieuwe fractie werd Unie voor Europa.

## Leden
| Land   | Nationale partij           | Zetels | Zetels |
| Land   | Nationale partij           | 1994   |        |
| ------ | -------------------------- | ------ | ------ |
| Italië | Centrum Christendemocraten | 3      |        |
| Italië | Forza Italia               | 24     |        |
| totaal | totaal                     | 27     |        |